# ニコロ・バンビーニ
ニコロ・バンビーニ（Nicolò Bambini、名は Niccolòとも、1651年 - 1736年）はイタリアの画家である。おもにヴェネツィアで宗教画を描いた。

## 略歴
ヴェネツィアで生まれた。同時期の版画家、美術評論家のアントニオ・マリア・ザネッティ（1679-1767）によれば、セバスティアーノ・マッツォーニ（Sebastiano Mazzoni: 1611-1678）というヴェネツィアの画家の弟子で、後にローマに修行に出て、カルロ・マラッタ （1625-1713）の工房で働いたとされる。ヴェネツィアに戻るとピエトロ・リベリ（1605–1687）の影響下で働いた。
初期の作品にはヴェネツィアのサン・モイゼ教会（Chiesa di San Moisè）の天井画があり、マッツォーニの影響が残されている。ヴェネツィアのサントステファノ教会（Chiesa di Santo Stefano）にも作品を描いた。すぐに人気のある画家になり、ヴェネツィアの芸術家の伝記を書いたアレッサンドロ・ロンギ（1733-1813）によれば、ヴェネツィアの貴族たちはバンビーニの絵画の入手するために奔走したとされる。多くの公共的な注文を受けた>。
1720年代、70歳を超えるまで仕事を続け、若いジョヴァンニ・バッティスタ・ティエポロ（1696-1770）とともに裕福な弁護士のヴェネツィアの邸、パラッツォ・サンディ・ポルト（Palazzo Sandi-Porto）の装飾画を描いている.。
1736年にヴェネツィアで亡くなった。弟子にはガエターノ・ゾンピーニ（Gaetano Zompini: 1700-1778）や、ジローラモ・ブルサフェッロ（Girolamo Brusaferro: c.1684-1760）がいた。

## 作品

アキレスとリコメデスの娘 カ・レッツォーニコ
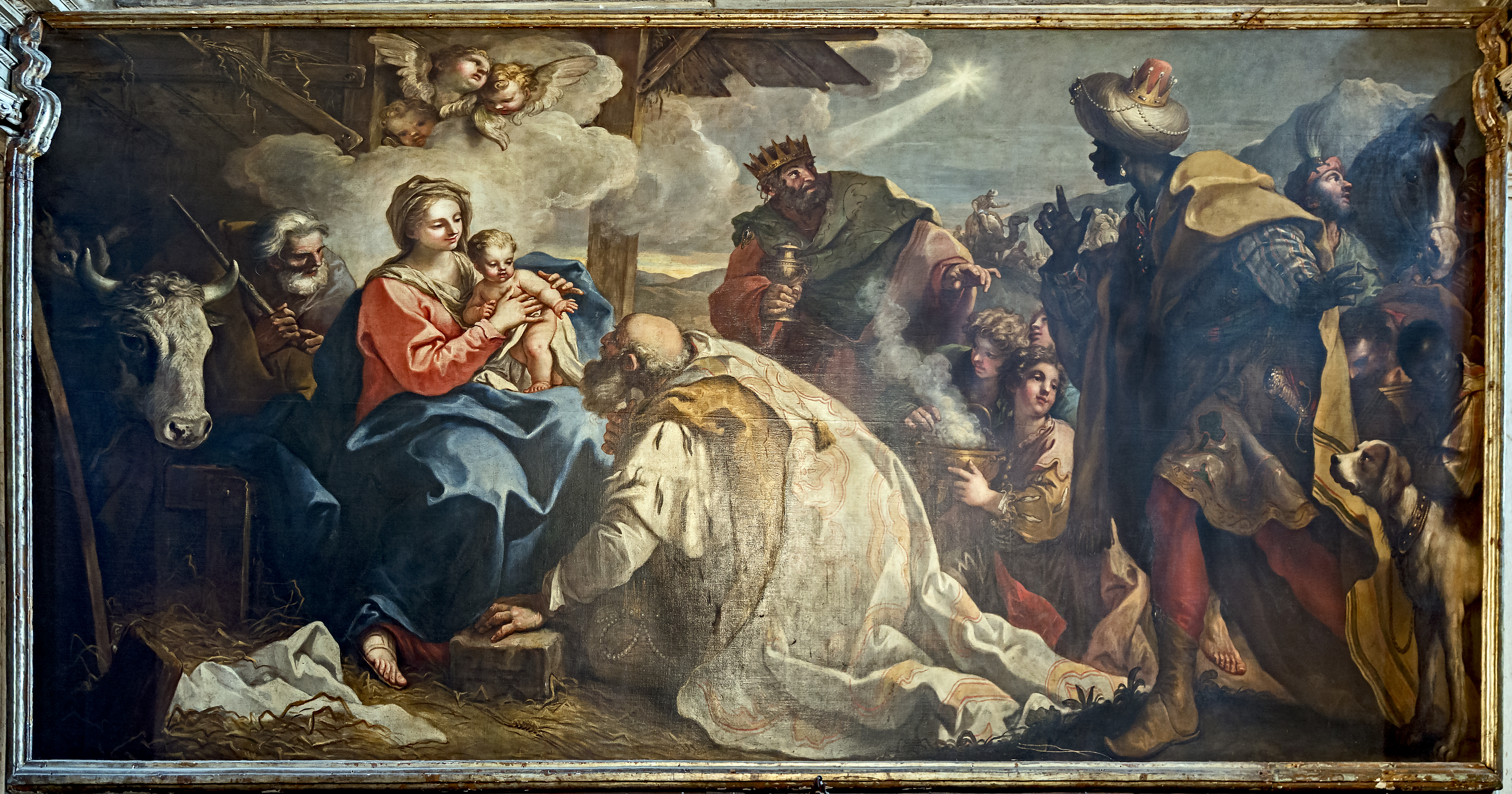
東方三博士の礼拝 サン・ザッカリーア教会
サビニの女たちの略奪 カ・レッツォーニコ